# Edwin Kosgei
Edwin Kosgei (* 1983) ist ein kenianischer Marathonläufer.

## Werdegang
2016 und erneut im April 2017 (2:13:45 h) gewann der Kenianer den Bonn-Marathon.
In neuer Rekordzeit von 2:15:54 h gewann er im Juni 2017 den Mannheim-Marathon.
Beim Vienna City Marathon wurde er in 2:16:57 h im April 2018 Neunter. Edwin Kosgei gewann im September 2019 nach 2016 und 2018 zum dritten Mal den Kassel-Marathon in 2:12:37 h mit neuem Streckenrekord.
Am 21. Oktober 2018 gewann Kosgei den Dresden-Marathon nach 2:11:09 h in persönlicher Bestzeit. Im April 2019 gewann er in 2:14:47 h den Zürich-Marathon.